# Critics' Choice Awards de 2018
O 23.º Critics' Choice Movie Awards foi um evento de premiação norte-americano ocorrido no dia 11 de janeiro de 2018 no Barker Hangar do Aeroporto de Santa Monica, na Califórnia, juntamente com seus 8.º prêmios de televisão, honrando o melhor filme de 2017. Foi transmitido no The CW, tendo Olivia Munn como apresentadora.

## Indicados e vencedores
Os indicados foram anunciadas em 6 de dezembro de 2017.

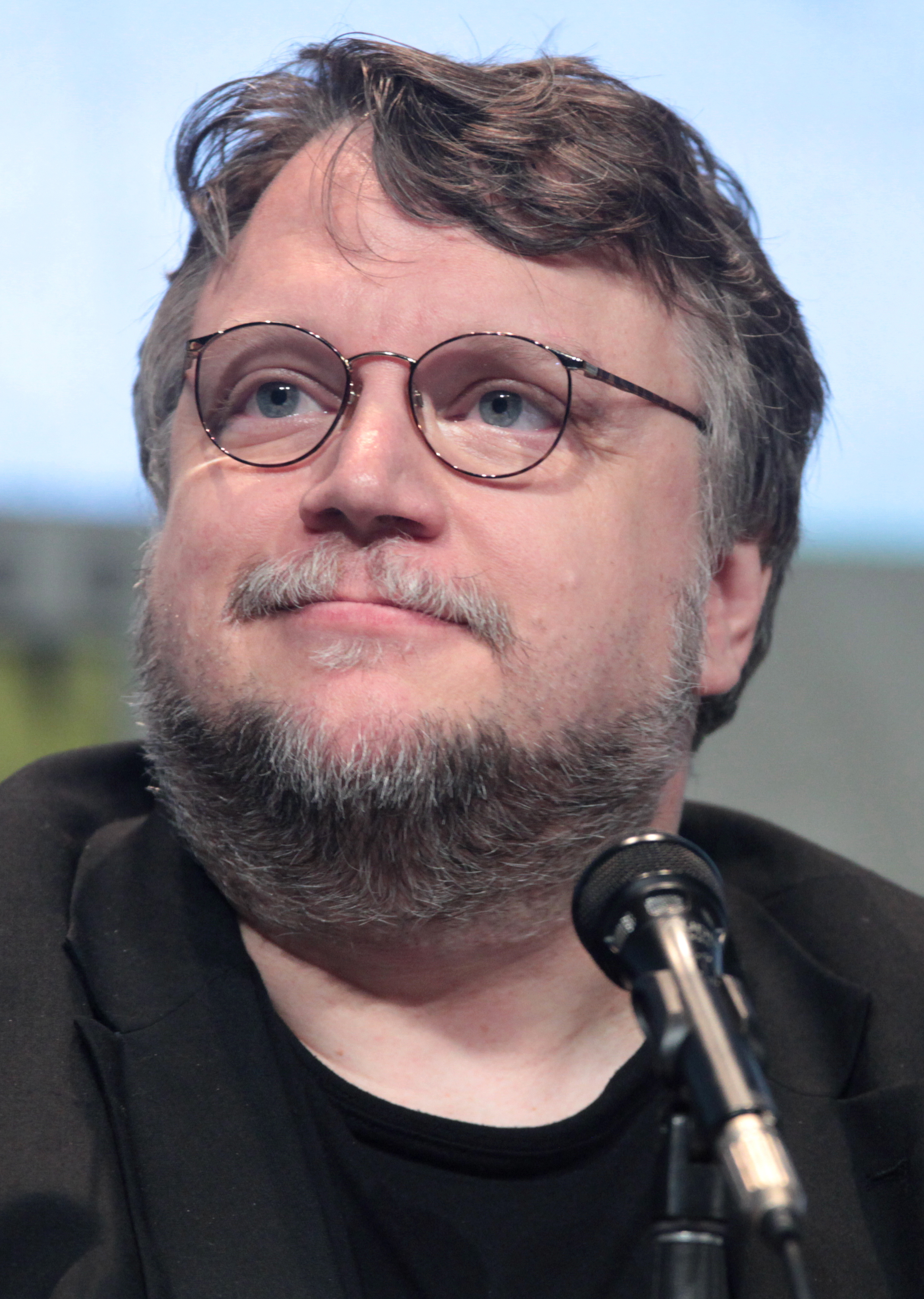
Guillermo del Toro, Melhor Diretor.

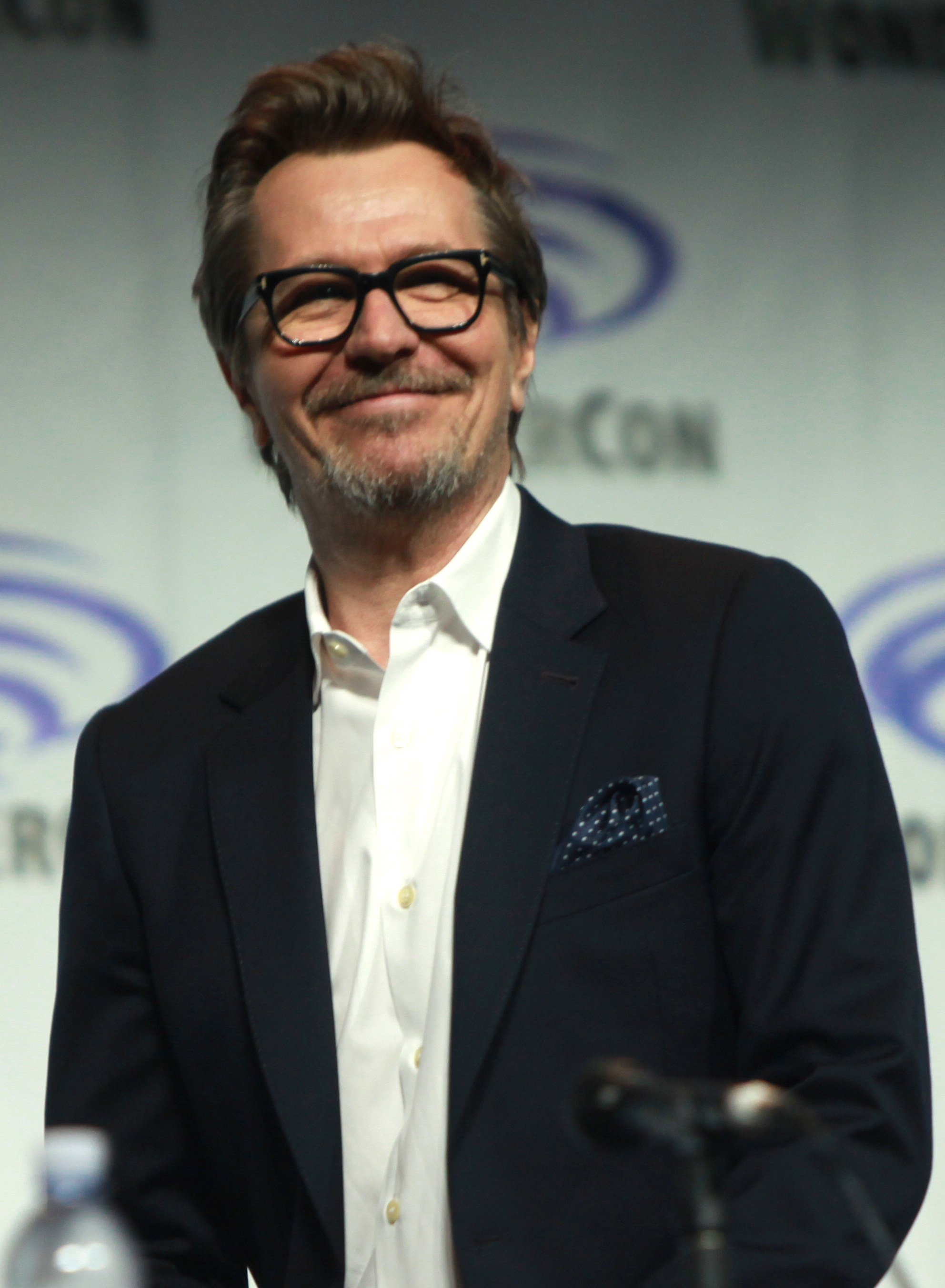
Gary Oldman, Melhor Ator.

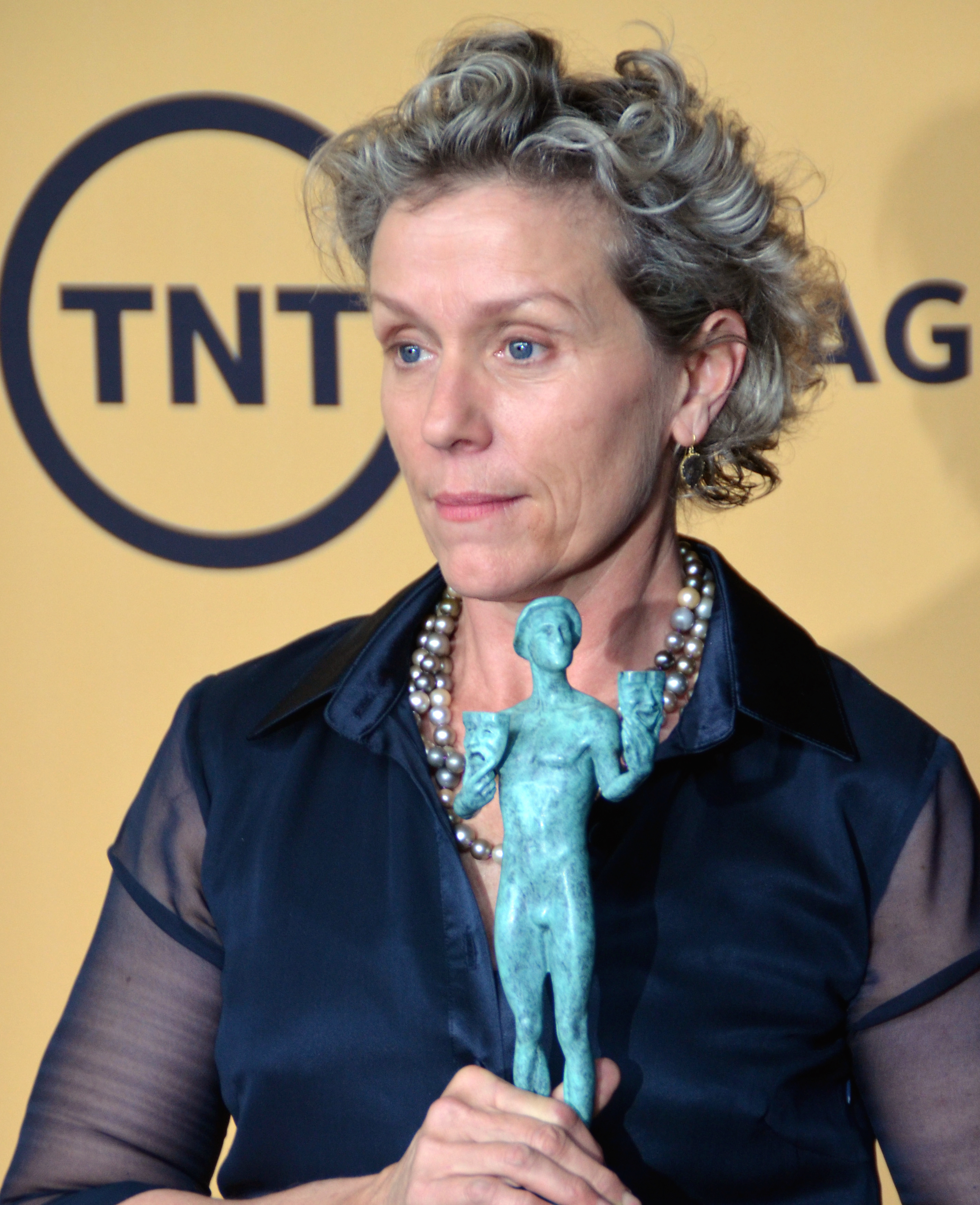
Frances McDormand, Melhor Atriz.

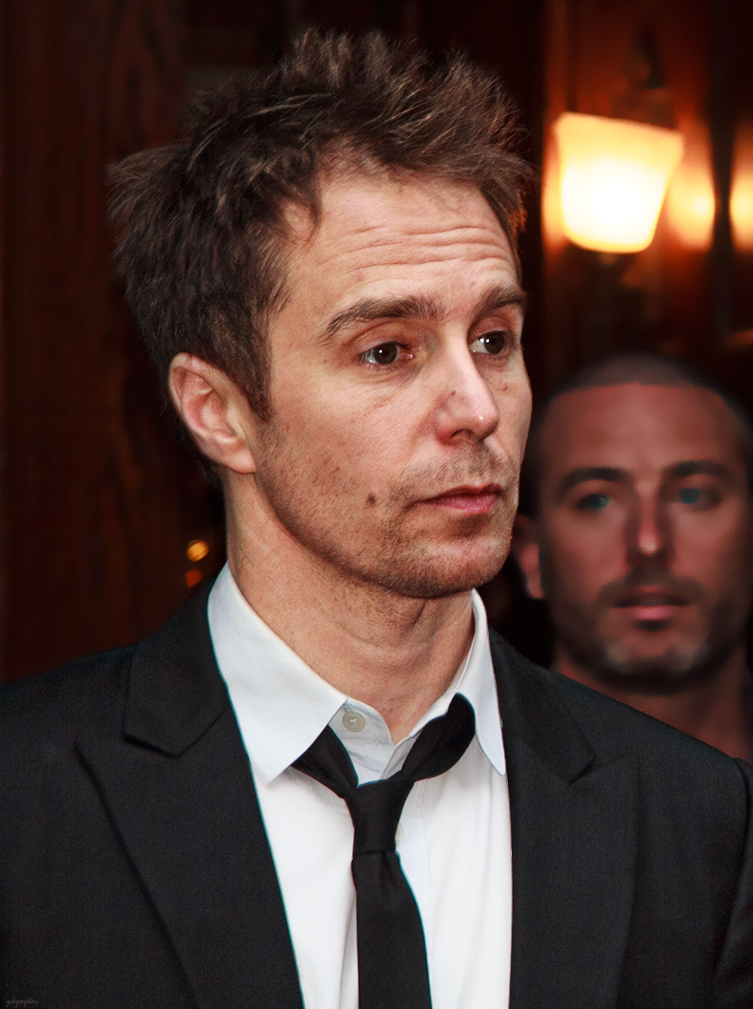
Sam Rockwell, Melhor Ator Coadjuvante.

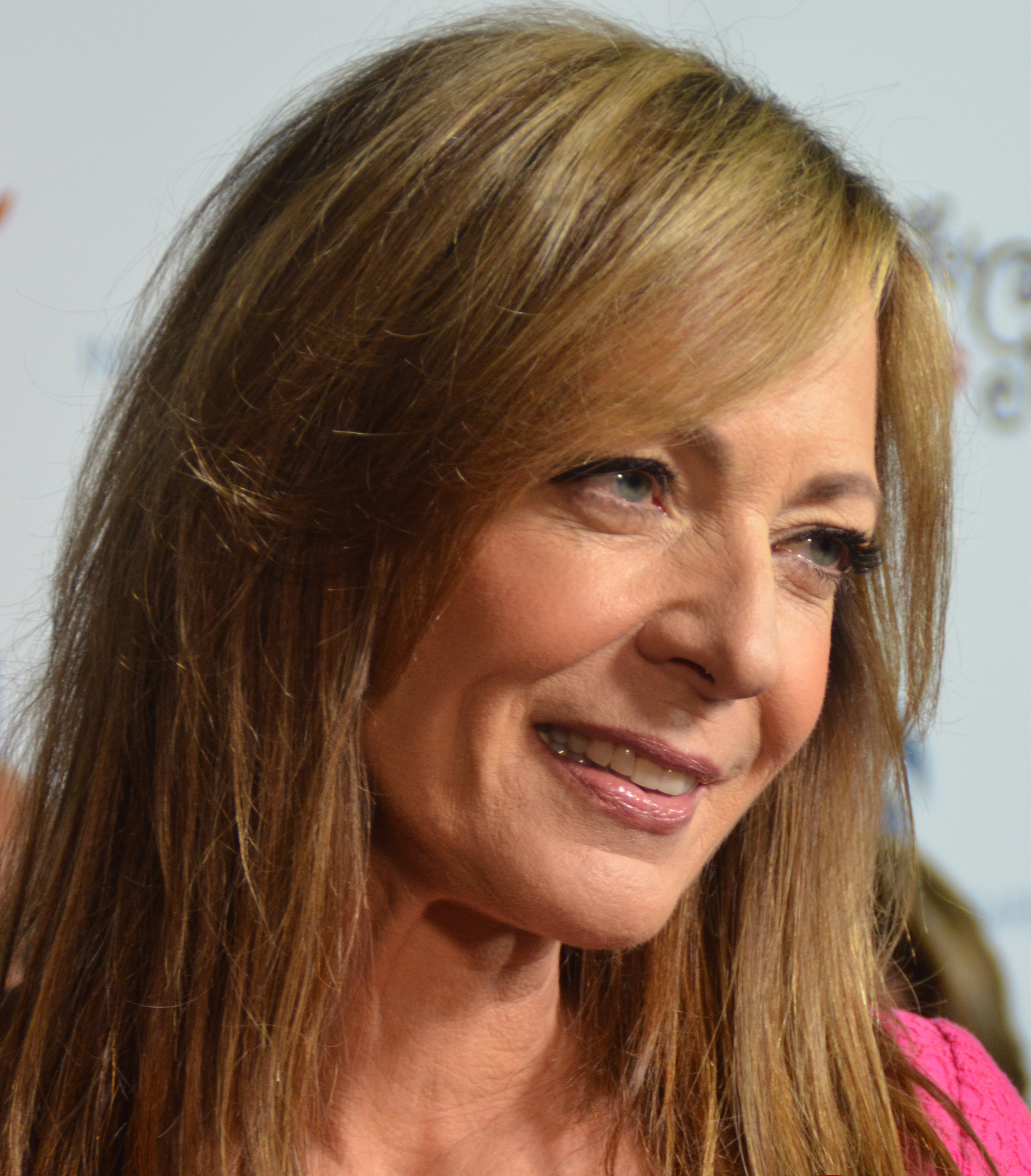
Allison Janney, Melhor Atriz Coadjuvante.

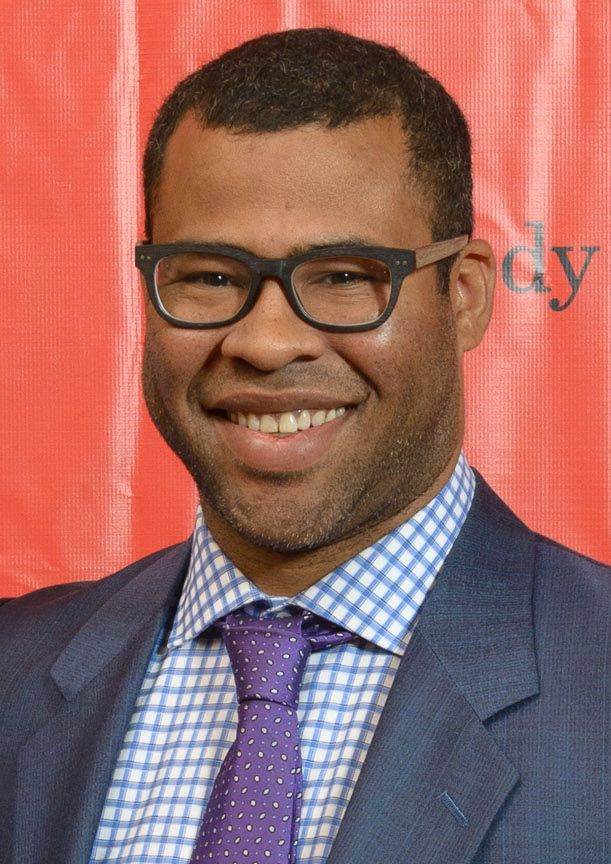
Jordan Peele, Melhor Roteiro Original.

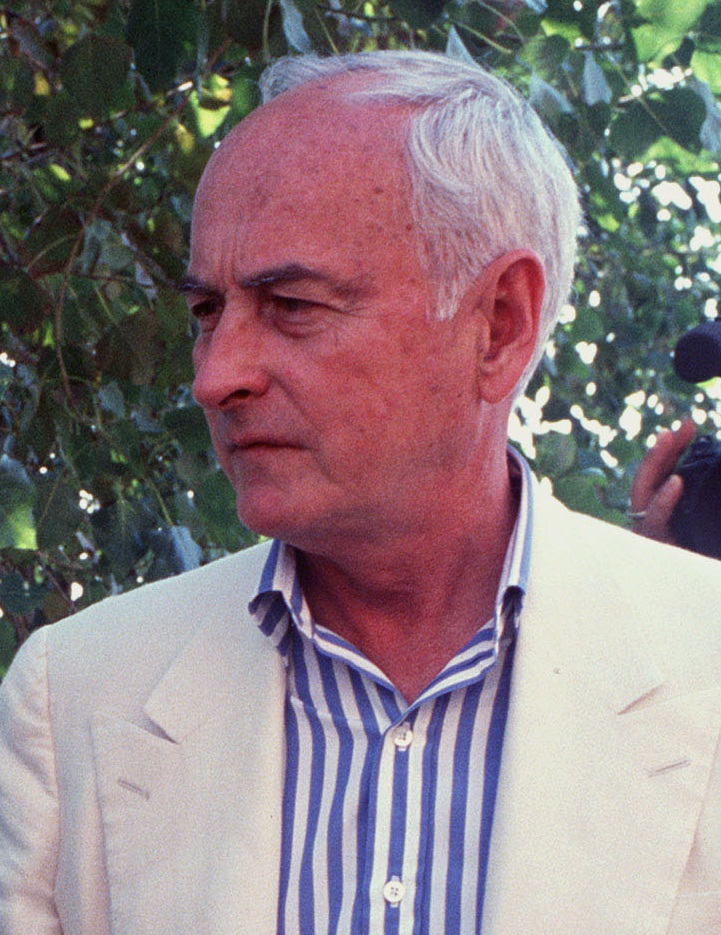
James Ivory, Melhor Roteiro Adaptado.

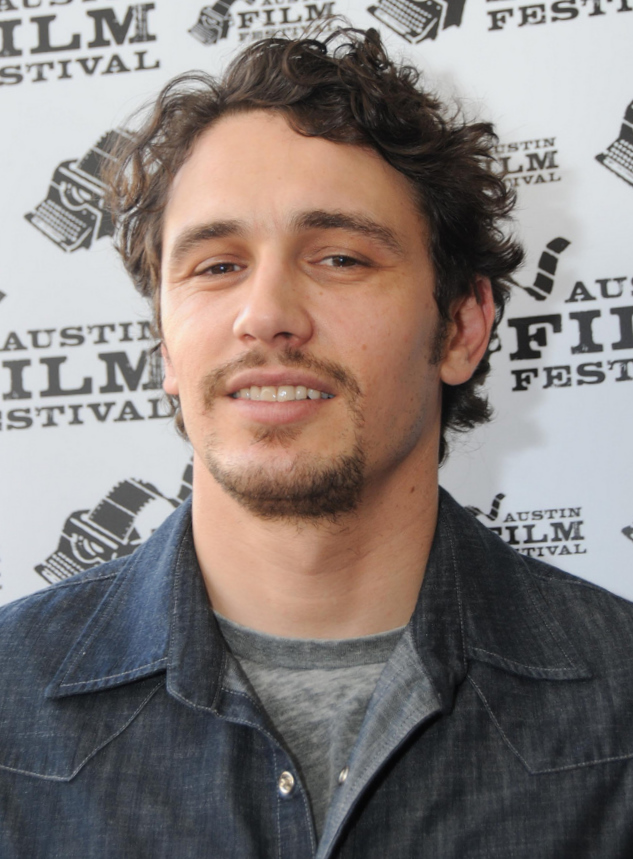
James Franco, Melhor Ator em Comédia.

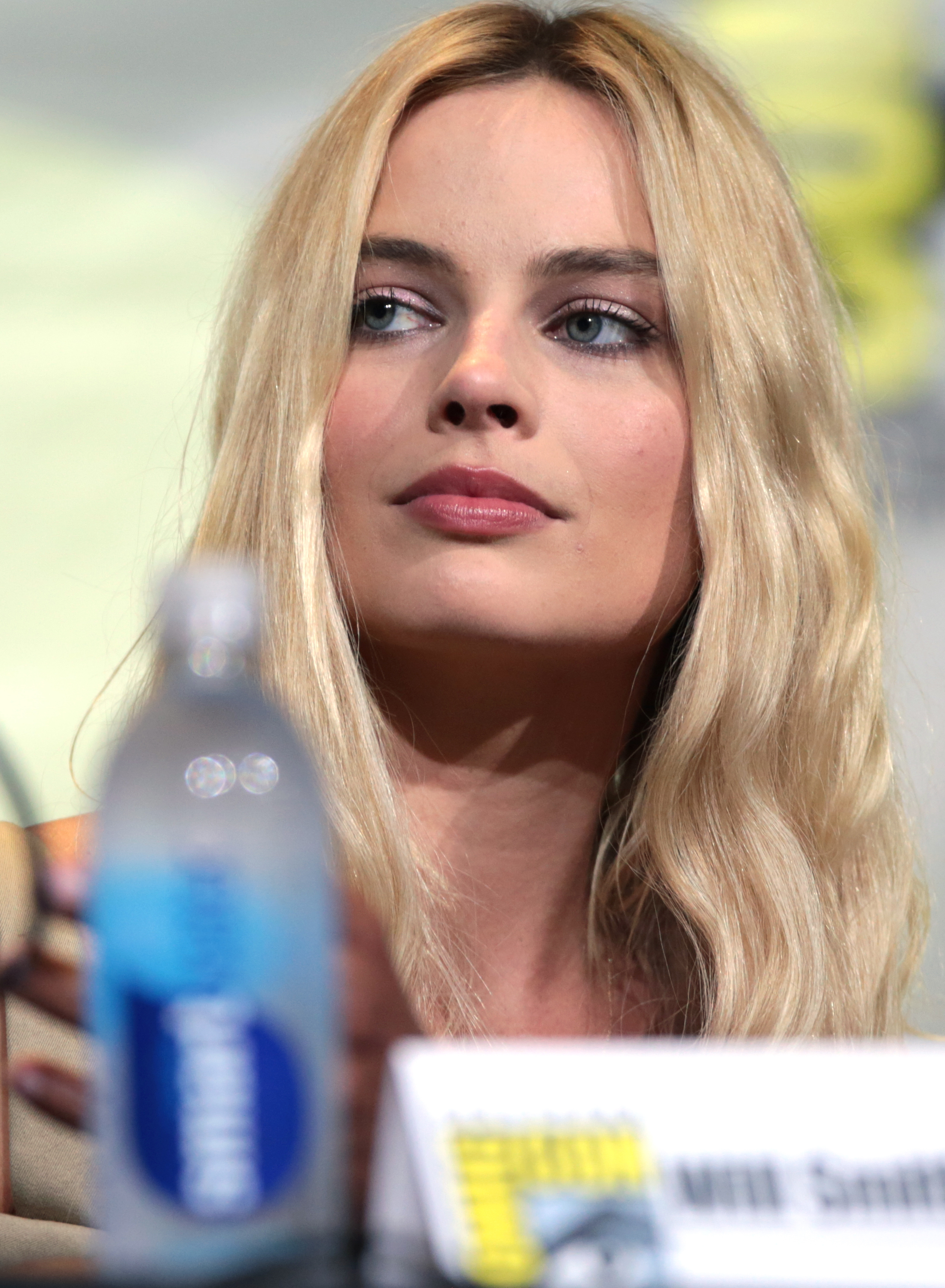
Margot Robbie, Melhor Atriz em Comédia.

| Melhor Filme - The Shape of Water - The Big Sick - Call Me by Your Name - Darkest Hour - Dunkirk - The Florida Project - Get Out - Lady Bird - The Post - Three Billboards Outside Ebbing, Missouri | Melhor Diretor - Guillermo del Toro – The Shape of Water - Greta Gerwig – Lady Bird - Luca Guadagnino – Call Me by Your Name - Martin McDonagh – Three Billboards Outside Ebbing, Missouri - Christopher Nolan – Dunkirk - Jordan Peele – Get Out - Steven Spielberg – The Post                                                                                                 |
| Melhor Ator - Gary Oldman – Darkest Hour como Winston Churchill - Timothée Chalamet – Call Me by Your Name como Elio Perlman - Daniel Day-Lewis – Phantom Thread como Reynolds Woodcock - James Franco – The Disaster Artist como Tommy Wiseau - Jake Gyllenhaal – Stronger como Jeff Bauman - Tom Hanks – The Post como Ben Bradlee - Daniel Kaluuya – Get Out como Chris Washington      | Melhor Atriz - Frances McDormand – Three Billboards Outside Ebbing, Missouri como Mildred Hayes - Jessica Chastain – Molly's Game como Molly Bloom - Sally Hawkins – The Shape of Water como Elisa Esposito - Margot Robbie – I, Tonya como Tonya Harding - Saoirse Ronan – Lady Bird como Christine "Lady Bird" McPherson - Meryl Streep – The Post como Kay Graham            |
| Melhor Ator Coadjuvante - Sam Rockwell – Three Billboards Outside Ebbing, Missouri como Officer Jason Dixon - Willem Dafoe – The Florida Project como Bobby - Armie Hammer – Call Me by Your Name como Oliver - Richard Jenkins – The Shape of Water como Giles - Patrick Stewart – Logan como Charles Xavier / Professor X - Michael Stuhlbarg – Call Me by Your Name como Samuel Perlman | Melhor Atriz Coadjuvante - Allison Janney – I, Tonya como LaVona Golden - Mary J. Blige – Mudbound como Florence Jackson - Hong Chau – Downsizing como Ngoc Lan Tran - Tiffany Haddish – Girls Trip como Dina - Holly Hunter – The Big Sick como Beth Gardner - Laurie Metcalf – Lady Bird como Marion McPherson - Octavia Spencer – The Shape of Water como Zelda Fuller       |
| Melhor Ator/Atriz Juvenil - Brooklynn Prince – The Florida Project como Moonee - Mckenna Grace – Gifted como Mary Adler - Dafne Keen – Logan como Laura Kinney / X-23 - Millicent Simmonds – Wonderstruck como Rose - Jacob Tremblay – Wonder como August "Auggie" Pullman | Melhor Elenco - Three Billboards Outside Ebbing, Missouri - Dunkirk - Lady Bird - Mudbound - The Post |
| Melhor Roteiro Original - Jordan Peele – Get Out - Guillermo del Toro & Vanessa Taylor – The Shape of Water - Greta Gerwig – Lady Bird - Emily V. Gordon & Kumail Nanjiani – The Big Sick - Liz Hannah e Josh Singer – The Post - Martin McDonagh – Three Billboards Outside Ebbing, Missouri                                                                                              | Melhor Roteiro Adaptado - James Ivory – Call Me by Your Name - Scott Neustadter & Michael H. Weber – The Disaster Artist - Dee Rees e Virgil Williams – Mudbound - Aaron Sorkin – Molly's Game - Jack Thorne, e Steve Conrad, e Stephen Chbosky – Wonder |
| Melhor Cinematografia - Roger Deakins – Blade Runner 2049 - Dan Laustsen – The Shape of Water - Rachel Morrison – Mudbound - Sayombhu Mukdeeprom – Call Me by Your Name - Hoyte van Hoytema – Dunkirk | Melhor Direção de Arte - Paul Denham Austerberry, Shane Vieau, e Jeff Melvin – The Shape of Water - Jim Clay e Rebecca Alleway – Murder on the Orient Express - Nathan Crowley e Gary Fettis – Dunkirk - Dennis Gassner e Alessandra Querzola – Blade Runner 2049 - Sarah Greenwood e Katie Spencer – Beauty and the Beast - Mark Tildesley e Véronique Melery – Phantom Thread |
| Melhor Edição - Paul Machliss e Jonathan Amos – Baby Driver - Lee Smith – Dunkirk - Michael Kahn e Sarah Broshar – The Post - Joe Walker – Blade Runner 2049 - Sidney Wolinsky – The Shape of Water | Melhor Figurino - Mark Bridges – Phantom Thread - Renée April – Blade Runner 2049 - Jacqueline Durran – Beauty and the Beast - Lindy Hemming – Wonder Woman - Luis Sequeira – The Shape of Water |
| Melhor Maquiagem - Darkest Hour - Beauty and the Beast - I, Tonya - The Shape of Water - Wonder | Melhores Efeitos Visuais - War for the Planet of the Apes - Blade Runner 2049 - Dunkirk - The Shape of Water - Thor: Ragnarok - Wonder Woman |
| Melhor Filme em Animação - Coco - The Breadwinner - Despicable Me 3 - The Lego Batman Movie - Loving Vincent | Melhor Filme de Ação - Wonder Woman - Baby Driver - Logan - Thor: Ragnarok - War for the Planet of the Apes |
| Melhor Filme Sci-Fi/Horror - Get Out - Blade Runner 2049 - It - The Shape of Water | Melhor Filme de Comédia - The Big Sick - The Disaster Artist - Girls Trip - I, Tonya - Lady Bird |
| Melhor Ator em Filme de Comédia - James Franco – The Disaster Artist como Tommy Wiseau - Steve Carell – Battle of the Sexes como Bobby Riggs - Chris Hemsworth – Thor: Ragnarok como Thor - Kumail Nanjiani – The Big Sick - Adam Sandler – The Meyerowitz Stories como Danny Meyerowitz                                                                                                   | Melhor Atriz em Filme de Comédia - Margot Robbie – I, Tonya como Tonya Harding - Tiffany Haddish – Girls Trip como Dina - Zoe Kazan – The Big Sick como Emily Gardner - Saoirse Ronan – Lady Bird como Christine "Lady Bird" McPherson - Emma Stone – Battle of the Sexes como Billie Jean King                                                                                 |
| Melhor Trilha Sonora - Alexandre Desplat – The Shape of Water - Jonny Greenwood – Phantom Thread - Dario Marianelli – Darkest Hour - Benjamin Wallfisch e Hans Zimmer – Blade Runner 2049 - John Williams – The Post - Hans Zimmer – Dunkirk | Melhor Canção - "Remember Me" – Coco - "Evermore" – Beauty and the Beast - "Mystery of Love" – Call Me by Your Name - "Stand Up for Something" – Marshall - "This Is Me" – The Greatest Showman |
| Melhor Filme em Língua Estrangeira - Aus dem Nichts (In the Fade) • - 120 battements par minute (BPM (Beats per Minute) • - Una mujer fantástica (A Fantastic Woman) • - First They Killed My Father • - Rutan (The Square) • - Thelma • | |